# The Stars Fell on Henrietta
The Stars Fell on Henrietta es una película estadounidense de 1995, dirigida por James Keach y producida por Clint Eastwood.

## Argumento
En plena época de la Gran Depresión en Estados Unidos, un hombre llamado Cox recorre los miserables pueblos de Texas. Sin embargo, no es un vagabundo, sino un especulador que se siente capaz de intuir la presencia de petróleo sólo revisando la tierra. Su búsqueda acaba en Henrietta, en la granja de la empobrecida familia Day. Pero ahora viene lo más difícil: convencerlos de arriesgar todo lo que tienen por un sueño.